# 2019年中国グランプリ
2019年中国グランプリ (2019 Chinese Grand Prix) は、2019年のF1世界選手権第3戦として、2019年4月14日に上海インターナショナルサーキットで開催された。
正式名称は「FORMULA 1 HEINEKEN CHINESE GRAND PRIX 2019」。
1950年イギリスグランプリから始まったF1世界選手権の通算1,000戦目となるレースである。

## レース前
本レースでピレリが用意するドライタイヤのコンパウンドは、ハード(白)：C2、ミディアム(黄)：C3、ソフト(赤)：C4。
通算1,000戦を記念して、各ドライバーに今回限りのヘルメットデザインを採用する特別許可を与えた。レギュレーションで各ドライバーは特例として年1回のみ特別仕様のヘルメットを使うことが許可されているが、今回はその特例とは別となる。ダニエル・リカルドはオーストラリア人の先輩で3回のドライバーズチャンピオンを獲得したジャック・ブラバムのものに似せたデザインを使用した。アレクサンダー・アルボンもタイ人の先輩で、アジア人初のF1ドライバーであるプリンス・ビラのカラーリングを模したデザインを使用する。ジョージ・ラッセルは、ウィリアムズの先輩ファン・パブロ・モントーヤのデザインを右側、自身のデザインを左側と半々に塗り分けた。ニコ・ヒュルケンベルグはガーリッシュイエローとブラックのデザインにルノーやシューベルトヘルメットの古いロゴが付けられ、1,000を意味するローマ数字"M"を背面に付けた。

## エントリーリスト
前戦バーレーンGPから変更なし。

## フリー走行
フェラーリは、前戦バーレーンGPの決勝終盤にシャルル・ルクレールがパワーユニット(PU)のトラブルでスローダウンして優勝を逃したのを受け、カスタマーのハースを含めた4台のコントロールエレクトロニクス(CE)を交換した。同じくレース終盤にPUのトラブルが立て続けに発生したルノーは、カスタマーのマクラーレンを含む全4台のMGU-Kと、ニコ・ヒュルケンベルグのエンジン(ICE)、ターボ、MGU-Hを交換した。メルセデスはフロントウイングをアップデートしたが、FIAに翼端板のデザインがレギュレーション違反と指摘され、フラップ最上部の形状に変更を加えることになった。
金曜午前のFP1は、セバスチャン・ベッテルが1分33秒911でトップタイム。アントニオ・ジョヴィナッツィは2周を走行したのみで、タイムを記録できなかった。セッション終了後、ホンダは、トロ・ロッソのダニール・クビアトのPUデータに異常が見られたため、ICE、ターボ、MGU-H、MGU-Kを交換した。
金曜午後のFP2は、バルテリ・ボッタスが1分33秒330でトップタイム。ルクレールは冷却システムに異常が発見されたため、13周しか走れなかった。PUを交換したクビアトは、セッション中盤からコースインした。
土曜午前のFP3もボッタスが1分32秒830でトップタイム。セッション終盤にアレクサンダー・アルボンが大クラッシュを喫し、そのままセッションは終了した。アルボン自身は無事だったが、マシンが大破したため予選は欠場することになった。

## 予選
2019年4月13日 14:00 CST(UTC+8)
バルテリ・ボッタスが今シーズン初となるポールポジションを獲得。ルイス・ハミルトンも2番手に続き、メルセデスが今季では初となるフロントロー独占となった。フェラーリ勢はセバスチャン・ベッテルが3番手、シャルル・ルクレールは4番手に入りセカンドロー。ベッテルとルノー勢に抜かれQ3での2度目のアタックが出来なかったマックス・フェルスタッペンは5番手。一方でピエール・ガスリーはレッドブル昇格後初のQ3進出を決め6番手となり、3強チームが今シーズンで初めて上位6グリッドを独占することとなった。

### 結果
| 順位                | No. | ドライバー                   | コンストラクター                   | Q1       | Q2       | Q3       | Grid |
| ------------------- | --- | ---------------------------- | ---------------------------------- | -------- | -------- | -------- | ---- |
| 1                   | 77  | バルテリ・ボッタス           | メルセデス                         | 1:32.658 | 1:31.728 | 1:31.547 | 1    |
| 2                   | 44  | ルイス・ハミルトン           | メルセデス                         | 1:33.115 | 1:31.637 | 1:31.570 | 2    |
| 3                   | 5   | セバスチャン・ベッテル       | フェラーリ                         | 1:33.557 | 1:32.232 | 1:31.848 | 3    |
| 4                   | 16  | シャルル・ルクレール         | フェラーリ                         | 1:32.712 | 1:32.324 | 1:31.865 | 4    |
| 5                   | 33  | マックス・フェルスタッペン   | レッドブル-ホンダ                  | 1:33.274 | 1:32.369 | 1:32.089 | 5    |
| 6                   | 10  | ピエール・ガスリー           | レッドブル-ホンダ                  | 1:33.863 | 1:32.948 | 1:32.930 | 6    |
| 7                   | 3   | ダニエル・リカルド           | ルノー                             | 1:33.709 | 1:33.214 | 1:32.958 | 7    |
| 8                   | 27  | ニコ・ヒュルケンベルグ       | ルノー                             | 1:33.644 | 1:32.968 | 1:32.962 | 8    |
| 9                   | 20  | ケビン・マグヌッセン         | ハース-フェラーリ                  | 1:34.036 | 1:33.150 | No Time  | 9    |
| 10                  | 8   | ロマン・グロージャン         | ハース-フェラーリ                  | 1:33.752 | 1:33.156 | No Time  | 10   |
| 11                  | 26  | ダニール・クビアト           | トロ・ロッソ-ホンダ                | 1:33.783 | 1:33.236 |          | 11   |
| 12                  | 11  | セルジオ・ペレス             | レーシング・ポイント-BWTメルセデス | 1:34.026 | 1:33.299 |          | 12   |
| 13                  | 7   | キミ・ライコネン             | アルファロメオ-フェラーリ          | 1:34.125 | 1:33.419 |          | 13   |
| 14                  | 55  | カルロス・サインツ           | マクラーレン-ルノー                | 1:33.686 | 1:33.523 |          | 14   |
| 15                  | 4   | ランド・ノリス               | マクラーレン-ルノー                | 1:34.148 | 1:33.967 |          | 15   |
| 16                  | 18  | ランス・ストロール           | レーシング・ポイント-BWTメルセデス | 1:34.292 |          |          | 16   |
| 17                  | 63  | ジョージ・ラッセル           | ウィリアムズ-メルセデス            | 1:35.253 |          |          | 17   |
| 18                  | 88  | ロバート・クビサ             | ウィリアムズ-メルセデス            | 1:35.281 |          |          | 18   |
| 107% time: 1:39.144 |     |                              |                                    |          |          |          |      |
| NC                  | 99  | アントニオ・ジョヴィナッツィ | アルファロメオ-フェラーリ          | No Time  |          |          | 19 1 |
| NC                  | 23  | アレクサンダー・アルボン     | トロ・ロッソ-ホンダ                |          |          |          | PL 2 |
| ソース:             |     |                              |                                    |          |          |          |      |

追記
- ^1 - ジョヴィナッツィはQ1でタイムを記録できなかったが、スチュワードの判断で決勝への出走が許可された[20]
- ^2 - アルボンはFP3のクラッシュでシャシーの交換が必要となったため、予選に出場できなかった。スチュワードの判断で決勝への出走が許可されたが、ピットレーンからのスタートとなる[21][22]

## 決勝
2019年4月14日 14:10 CST(UTC+8)
ルイス・ハミルトンがスタートでトップに立ってから一度も首位の座を譲らず連勝し、F1通算1,000戦目のメモリアルレースを制した。チームメイトのバルテリ・ボッタスが2位に続き、メルセデスは開幕から3戦連続で1-2フィニッシュを達成した。セバスチャン・ベッテルはチームオーダーの助けもあり3位で今シーズン初表彰台を獲得。マックス・フェルスタッペンが4位、シャルル・ルクレールは5位に終わった。6位のピエール・ガスリーはレース終盤のタイヤ交換が功を奏してファステストラップを記録し、1ポイント加算された。FP3のアクシデントでピットレーンからスタートしたアレクサンダー・アルボンはハース勢の猛追を振り切り入賞圏内の10位に入賞し、ドライバー・オブ・ザ・デイに選出された。

### 展開
レースがスタートすると、2番グリッドからスタートしたハミルトンがポールシッターのバルテリ・ボッタスをとらえてトップに立つ。その後ろでは4番グリッドスタートのシャルル・ルクレール（フェラーリ）がチームメートのセバスチャン・ベッテルをオーバーテイクし3番手に浮上。レッドブル・ホンダのマックス・フェルスタッペンとピエール・ガスリーはスタート順位である5番手6番手をキープした。
11番グリッドからスタートしたトロロッソ・ホンダのダニール・クビアトは出遅れて、セクター2でマクラーレンの2台と接触する。これによりクビアトとマクラーレン勢は大きく順位を落とすとともに、クビアトにはドライブスルーペナルティーが科され、レース後にはペナルティポイント2点が加算された。
この間、12番グリッドからスタートしたレーシングポイントのセルジオ・ペレスがうまくチャンスを生かして8番手に浮上した。
スタートでルクレールがベッテルの前に出ていたフェラーリだが、ルクレールのペースが上がらないと見ると11周目にチームオーダーを発令して順序を入れ替える。これでベッテルが3番手、ルクレール4番手となった。
17周目にはルノーのニコ・ヒュルケンベルグがピットインし、そのままマシンがガレージに入れられてしまう。レース後にMGU-Kのトラブルと発表され、ヒュルケンベルグは第2戦バーレーンGPから2戦連続でのリタイアとなってしまった（ただし、第2戦もリタイアではあるが記録上は完走扱いとなっている）。
18周目にフェルスタッペンがピットインしハードタイヤに交換。フェルスタッペンはペレスの後ろ8番手でコース復帰する。その次の周にはベッテルもピットに戻り同じくハードタイヤに交換。ベッテルはペレスをオーバーテイクしたフェルスタッペンの前でコースに戻った。
ここでフェルスタッペンがベッテルに襲いかかり、サイド・バイ・サイドの戦いを繰り広げる。しかし、ここはベッテルが順位をキープする。
ガスリーと、ピットレーンからレースをスタートしていたトロロッソ・ホンダのアルボンも19周目にピットインしタイヤ交換を行った。22周目にはボッタスもハードタイヤに交換し、ベッテルの前でコースに復帰。
その次の周にはトップのハミルトン、暫定2番手に位置していたルクレールが同時にピットイン。ハミルトンはトップで、ルクレールはフェルスタッペンの後方でのコース復帰となった。
アルボンは28周目にアルファロメオのアントニオ・ジョビナッツィ、30周目にはハースのケビン・マグヌッセンをオーバーテイクして11番手にまで順位アップを果たす。その後2回ストップ作戦をとったハースのロマン・グロージャンがピットインしたことで1回ストップ作戦のアルボンがポイント圏内の10番手に浮上する。
レースが終盤に向かう35周目にフェルスタッペンが2回目のピットインを行いミディアムタイヤに交換。36周目にはベッテルも同じくミディアムに交換する。
37周にはハミルトンとボッタスのメルセデス勢が相次いでピットインし、ミディアムタイヤに交換。ハミルトンはトップをキープしてコース復帰。ここでルクレールが暫定2番手に上がり、ボッタスは3番手でコースに戻った。38周目には新品ミディアムタイヤに交換したベッテルがファステストラップを刻む。
40周目にはタイヤが苦しくなったルクレールをボッタスがオーバーテイク。ガスリーもここでピットに戻りミディアムタイヤに交換して6番手をキープしてコースに戻る。
43周目にベッテルがルクレールをとらえて3番手に浮上。ルクレールはその時点でピットへと向かった。ルクレールはフェルスタッペンの後方でのコース復帰となり、5番手に順位を下げる。
44周目、クビアトはペナルティの影響もあり、マシントラブルはなかったものの、PUのマイレージを減らすべくピットに戻りリタイアとなった。
レースが残り10周ほどとなると、1回ストップ作戦をとったアルボンのペースが目に見えて落ち始め、グロージャンがどんどんギャップを縮めていく。レースが残り5周となる頃にはグロージャンがアルボンのDRS圏内に入ってくる。だが、上位勢のマシンが接近したことによるブルーフラッグにも助けられ、アルボンが10番手の位置をキープする。
すると54周目に入ったところで6番手のガスリーがピットに向かう。すでに7番手のリカルドとは大差がついていたことで、ここで一番柔らかいソフトタイヤに交換してファステストラップポイントを取りに行く作戦を実行した。55周目にアタックに入ったガスリーはファステストラップを刻むことに成功し、ボーナスの1ポイントを手中に収めた。

### 結果
| 順位    | No. | ドライバー                   | コンストラクター                   | 周回数 | タイム/リタイア原因 | Grid | Pts. |
| ------- | --- | ---------------------------- | ---------------------------------- | ------ | ------------------- | ---- | ---- |
| 1       | 44  | ルイス・ハミルトン           | メルセデス                         | 56     | 1:32:06.350         | 2    | 25   |
| 2       | 77  | バルテリ・ボッタス           | メルセデス                         | 56     | +6.552              | 1    | 18   |
| 3       | 5   | セバスチャン・ベッテル       | フェラーリ                         | 56     | +13.744             | 3    | 15   |
| 4       | 33  | マックス・フェルスタッペン   | レッドブル-ホンダ                  | 56     | +27.627             | 5    | 12   |
| 5       | 16  | シャルル・ルクレール         | フェラーリ                         | 56     | +31.276             | 4    | 10   |
| 6       | 10  | ピエール・ガスリー           | レッドブル-ホンダ                  | 56     | +1:29.307           | 6    | 9 1  |
| 7       | 3   | ダニエル・リカルド           | ルノー                             | 55     | +1 Lap              | 7    | 6    |
| 8       | 11  | セルジオ・ペレス             | レーシング・ポイント-BWTメルセデス | 55     | +1 Lap              | 12   | 4    |
| 9       | 7   | キミ・ライコネン             | アルファロメオ-フェラーリ          | 55     | +1 Lap              | 13   | 2    |
| 10      | 23  | アレクサンダー・アルボン     | トロ・ロッソ-ホンダ                | 55     | +1 Lap              | PL   | 1    |
| 11      | 8   | ロマン・グロージャン         | ハース-フェラーリ                  | 55     | +1 Lap              | 10   |      |
| 12      | 18  | ランス・ストロール           | レーシング・ポイント-BWTメルセデス | 55     | +1 Lap              | 16   |      |
| 13      | 20  | ケビン・マグヌッセン         | ハース-フェラーリ                  | 55     | +1 Lap              | 9    |      |
| 14      | 55  | カルロス・サインツ           | マクラーレン-ルノー                | 55     | +1 Lap              | 14   |      |
| 15      | 99  | アントニオ・ジョヴィナッツィ | アルファロメオ-フェラーリ          | 55     | +1 Lap              | 19   |      |
| 16      | 63  | ジョージ・ラッセル           | ウィリアムズ-メルセデス            | 54     | +2 Laps             | 17   |      |
| 17      | 88  | ロバート・クビサ             | ウィリアムズ-メルセデス            | 54     | +2 Laps             | 18   |      |
| 18†     | 4   | ランド・ノリス               | マクラーレン-ルノー                | 50     | 接触ダメージ        | 15   |      |
| Ret     | 26  | ダニール・クビアト           | トロ・ロッソ-ホンダ                | 41     | 接触ダメージ        | 11   |      |
| Ret     | 27  | ニコ・ヒュルケンベルグ       | ルノー                             | 16     | 電気系統            | 17   |      |
| ソース: |     |                              |                                    |        |                     |      |      |

ファステストラップ
- ピエール・ガスリー - 1:34.742 (55周目)

ラップリーダー
- 1-56=ハミルトン

追記
- ^1 - ファステストラップの1点を含む
- † - リタイアだが、90%以上の距離を走行したため規定により完走扱い

## 第3戦終了時点のランキング
|         | 順位 | ドライバー                 | ポイント |
| ------- | ---- | -------------------------- | -------- |
| 1       | 1    | ルイス・ハミルトン         | 68       |
| 1       | 2    | バルテリ・ボッタス         | 62       |
|         | 3    | マックス・フェルスタッペン | 39       |
| 1       | 4    | セバスチャン・ベッテル     | 37       |
| 1       | 5    | シャルル・ルクレール       | 36       |
| ソース: |      |                            |          |

|         | 順位 | コンストラクター          | ポイント |
| ------- | ---- | ------------------------- | -------- |
|         | 1    | メルセデス                | 130      |
|         | 2    | フェラーリ                | 73       |
|         | 3    | レッドブル-ホンダ         | 52       |
| 3       | 4    | ルノー                    | 12       |
| 1       | 5    | アルファロメオ-フェラーリ | 12       |
| ソース: |      |                           |          |

- 注：ドライバー、コンストラクター共にトップ5のみ表示。